# Nagykovácsi
Nagykovácsi ([ˈnɒckovaːtʃi] ; en allemand : Großkowatsch) est une localité hongroise, ayant le rang de grande-commune dans le comitat de Pest.

## Site et localisation

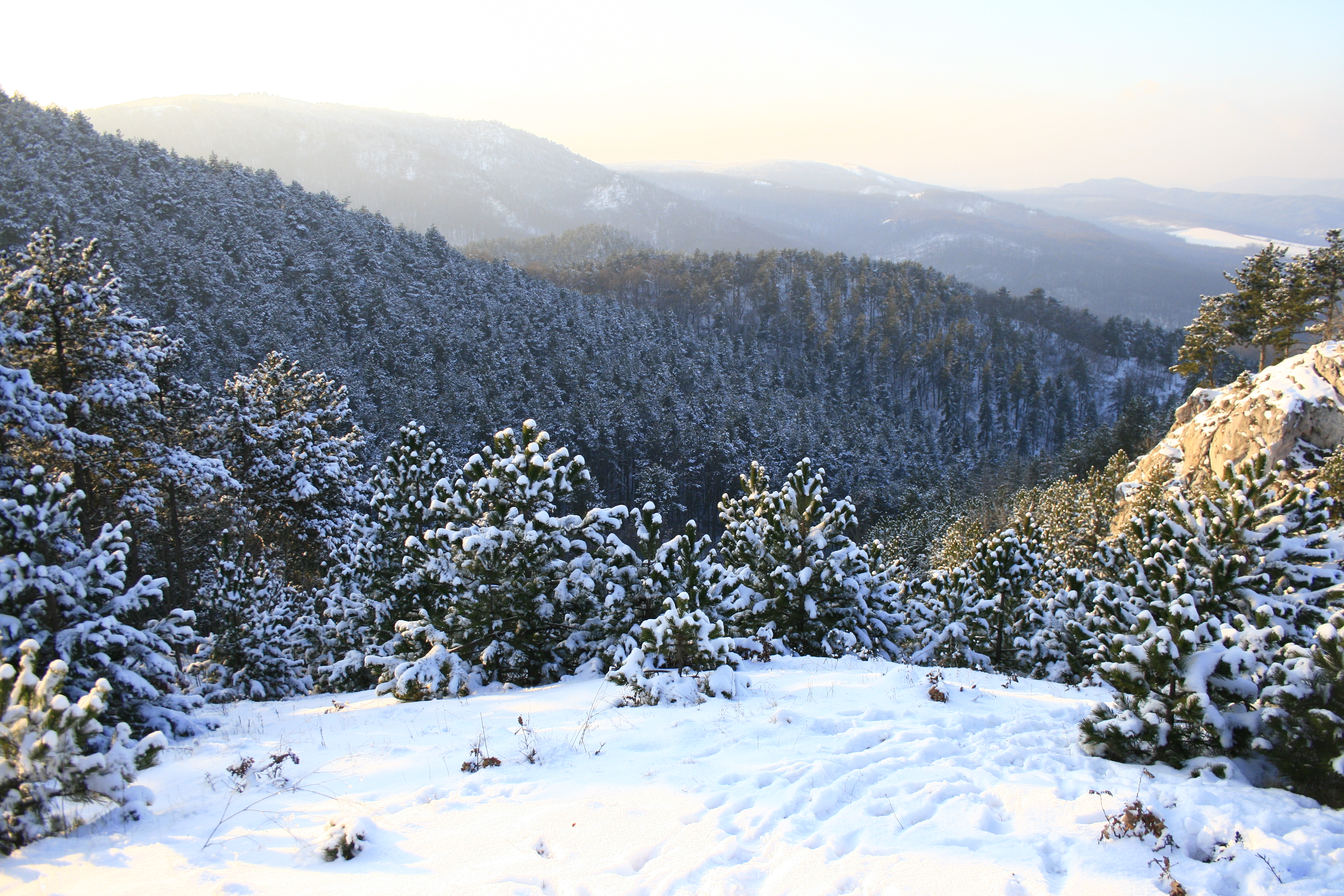
Le massif du Pilis vu de Nagykovácsi.

Située à environ 15 km du centre de Budapest, dans une vallée d'une hauteur de 340 mètres et qui compte 5 244 habitants, Nagykovácsi est connue pour sa richesse naturelle telles que les collines et les forêts qui l'entourent. La région abrite par ailleurs une flore unique.

## Histoire
Les recherches archéologiques et les documents d’archives attestent que ce secteur est peuplé par les hommes depuis la préhistoire. Les fouilles effectuées dans les cavernes du ravin Remete et le long des rives de l’Ördög-árok ont apporté la preuve que l'homme a vécu à cet endroit depuis la période glaciaire pendant les âges de pierre, de cuivre, de bronze et de fer. Divers outils, des pièces de monnaie et des fragments de statues en pierre déterrés dans le secteur indiquent que sous l'Empire romain on habitait aussi dans cette localité. Parmi ces fragments de pierre, les plus intéressants ont été encastrés dans le mur du presbytère local.
Après la conquête magyare, des documents du Bassin des Carpates écrits en latin, datant du XIIIe siècle, attestent de la présence humaine à cette époque. Le premier document local qui soit passé à la postérité, un acte de donation, date de 1254. Pendant l'occupation turque en Hongrie, au milieu du XVIe siècle, le village souffrit beaucoup et le nombre des habitants diminua fortement. Après que les Turcs eurent été chassés, les Habsbourg qui régnaient en Hongrie invitèrent des colons allemands à s’installer à Kovácsi (1700-1760). Les Allemands étaient d’habiles éleveurs et pratiquaient une agriculture variée. Ils exploitèrent également trois carrières, une houillère et deux fours à chaux.
Le manoir de Nagykovácsi fut construit dans la première moitié du XIXe siècle par la famille Teleki. Mais par la suite la propriété passa aux mains de la famille Tisza si bien qu’aujourd'hui encore elle est connue sous le nom de Manoir des Tisza.
Après la Seconde Guerre mondiale, le manoir fut confisqué et, depuis 1958, il sert d’école. À l'origine ce sont les enfants des forestiers de Hongrie qui se sont installés dans le bâtiment pour suivre un enseignement régulier avec des cours toute l’année. Cette idée d’accueillir les enfants de forestiers dans un établissement au cadre agréable a été peu à peu reconnue partout en Europe comme une initiative intéressante et attire des visiteurs de nombreux pays.
Plusieurs monuments ont été protégés par les habitants de la localité : une statue de la Vierge Marie, le mémorial de la Première Guerre mondiale, les églises locales, dont une petite chapelle érigée à l’entrée du village qui a été reconstruite et rénovée en 1994. Quatre fondations apportent leur aide pour concrétiser plusieurs initiatives civiles.

## Équipements

### Éducation
L'école américaine internationale de Budapest est installée à Nagykovácsi.

## Relations internationales

### Jumelages
- Bolatice (Tchéquie)

## Personnalités liées à la localité
La chanteuse et comédienne canadienne Ilona Nagykovacsi, épouse du compositeur et chef d'orchestre Tibor Polgar (tous deux hongrois puis naturalisés canadiens en 1969).